# سایمن مک‌برنی
سایمن مک‌برنی (انگلیسی: Simon McBurney؛ زادهٔ ۲۵ اوت ۱۹۵۷) هنرپیشه اهل بریتانیا است.
از فیلم‌ها یا برنامه‌های تلویزیونی که وی در آن نقش داشته است می‌توان به کاندیدای منچوری، آخرین پادشاه اسکاتلند، رابین هود، دوشس، یک مشت دروغ، قطب نمای طلایی، تعمیرکار خیاط سرباز جاسوس، انسان، بوگی ووگی، جادو در مهتاب، نظریه همه‌چیز ، مأموریت غیرممکن ۵، دوستان همراه پول، شیطان، چیزهای روشن جوان، سیبری و آنگین اشاره کرد.